# Хэяха (приток Коротаихи)
Хэяха (также Хей-Яга, Хэйяха, Хейяха) — река в Заполярном районе Ненецкого автономного округа России, правый приток Коротаихи. Длина реки составляет 152 км, площадь водосборного бассейна — 3480 км². 
Река вытекает из озера Хэйяхамал в горах Пай-Хой на Югорском полуострове, на высоте 236 м над уровнем моря. От истока течёт преимущественно на юго-восток. Приняв сток из нескольких озёр (Мядырмато, Нябыто и др.), поворачивает на юг, иногда отклоняясь к юго-западу. В основном протекает по заболоченной тундре с участками кустарниковой растительности. В среднем течении на реке имеются пороги и водопад. Берега часто обрывистые. Населённые пункты на реке отсутствуют. Впадает в Коротаиху в 140 км от её устья по правому берегу, на высоте менее 6 м над уровнем моря. Ширина в нижнем течении — 36 м при глубине 1,2 м; скорость течения в низовьях — 0,2 м/с. 

## Основные притоки
Указаны поименованные притоки длиной 30 км и более.
| Название | Расстояние от устья | Длина | Положение |
| -------- | ------------------- | ----- | --------- |
| Нямдою   | 0,2                 | 133   | левый     |
| Нядэйтаю | 16                  | 56    | левый     |

## Данные водного реестра
По данным государственного водного реестра России и геоинформационной системы водохозяйственного районирования территории РФ, подготовленной Федеральным агентством водных ресурсов:
- Бассейновый округ — Двинско-Печорский
- Речной бассейн — Бассейны рек междуречья Печоры и Оби, впадающих в Баренцево море
- Речной подбассейн — нет
- Водохозяйственный участок — Реки бассейна Баренцева моря от восточной границы бассейна реки Печора до восточной границы бассейна реки Большая Ою
- Код водного объекта — 03060000112103000088430